# Knud Bokkenheuser
Knud Bokkenheuser (5. juli 1869 i København – 15. maj 1936 i Liseleje) var en dansk forfatter.
Knud Bokkenheuser var søn af skolebestyreren Frederik Bokkenheuser. Blev i 1887 student fra Efterslægtsselskabets Skole.
Hans forfatterproduktion bestod af en lang række af topografiske og lokalhistoriske bøger om København, særligt med henblik på 1700-tallet og første halvdel af 1800-tallet. F.eks. Den gamle Herre fortæller (1916), Det gamle København (2 bind, 1919) og Drejers Klub (1903).
Han blev 27. maj 1898 gift med Johanne Marie Gjellerup.